# Zhao Shunxin
Dans ce nom, le nom de famille, Zhao, précède le nom personnel.
Pour les articles homonymes, voir Zhao (homonymie).
Zhao Shunxin (chinois : 赵顺欣), née le 11 octobre 1979, est une judokate chinoise.

## Titres en judo
Jeux Olympiques
- 2000 : 5ème aux Jeux Olympiques de Sydney dans la catégorie -48 kg

Championnats Continental
- 2004 : médaille de bronze aux Championnats d'Asie dans la catégorie -48 kg

Coupes du Monde / Open Continentaux
- 2001 : médaille de bronze à l'open Grand Prix de Rotterdam (Allemagne) dans la catégorie -48 kg
- 2001 : 5ème au Grand Prix de Città di Roma (Italie) dans la catégorie -48 kg
- 2000 : 5ème au A-Tournament Budapest Bank Cup (Hongrie) dans la catégorie -48 kg
- 2000 : médaille d'or au World Masters Munich (Allemagne) dans la catégorie -48 kg

Tournois Internationaux
- 2001 : médaille d'or à l'open de Qingdaodans (Chine) la catégorie -48 kg
- 2001 : médaille d'or à l'open Jeju (Corée) dans la catégorie -48 kg
- 2001 : médaille de bronze aux tournois de Fukuoka (Japon) dans la catégorie -48 kg
- 2000 : médaille d'or à l'open de Qingdao (Chine) dans la catégorie -48 kg